# Hora din Moldova
"Hora din Moldova" este o melodie interpretată de cântăreața moldovenească Nelly Ciobanu , care a reprezentat Republica Moldova la Concursul Muzical Eurovision 2009 ținut în Moscova, Rusia. The song was composed by Veaceslav Daniliu, with lyrics written by Andrei Hadjiu and Aris Kalimeris.
Melodia a concurat în semifinale pe 14 mai 2009 și s-a calificat în finală, unde a terminat pe locul 14 cu 69 de puncte.